# Paltothemis lineatipes
Paltothemis lineatipes är en trollsländeart som beskrevs av Karsch 1890. Paltothemis lineatipes ingår i släktet Paltothemis och familjen segeltrollsländor. Inga underarter finns listade i Catalogue of Life.